# Подпорожье
Подпоро́жье — город (с 1956 года) в России, административный центр Подпорожского городского поселения и Подпорожского района Ленинградской области.

## История
Деревня Подпорожье известна с 1563 года.
В XIX веке деревня административно относилась ко 2-му стану Олонецкого уезда Олонецкой губернии.

ПОДПОРОЖЬЕ НИЖНЕЕ — деревня при реке Свири, число дворов — 18, число жителей: 55 м. п., 51 ж. п. (1873 год)

В начале XX века деревня входила в Важинское сельское общество Важинский волости Олонецкого уезда Олонецкой губернии.

ПОДПОРОЖЬЕ — деревня при реке Свири, население крестьянское: домов — 26, семей — 29, мужчин — 82, женщин — 92; некрестьянское: домов — 2, семей — 1, мужчин — 4, женщин — 6; лошадей — 17, коров — 51, прочего — 74. Почтовая станция. (1905 год)

Согласно карте Ленинградской области Северо-западного аэрогеодезического треста ГГУ издания 1932 года село Подпорожье насчитывало 118 дворов. В селе находились: пристань, почтово-телеграфная контора, фабрика и мукомольная водяная мельница.
По данным 1933 года село Подпорожье являлось административным центром Подпорожского сельсовета Подпорожского района, в который входили 6 населённых пунктов: деревни Валдома, Нижнее Подпорожье, Никольское, Нисельга, Погра и само село Подпорожье, общей численностью населения 1675 человек.

Село Подпорожье на карте РККА 1936 года

В 1936 году было начато строительство Верхнесвирской ГЭС (запущена в 1951 году) и планировка рабочего посёлка. Участником проектирования застройки был архитектор К. И. Розенштейн. В строительстве принимали участие заключённые ГУЛАГа.
В 1937 году, постановлением Президиума ВЦИК от 5 июля, село Подпорожье было преобразовано в рабочий посёлок.
В 1938 году в рабочий посёлок Подпорожье из села Важины был перенесён административный центр Подпорожского района.
В 1956 году рабочему посёлку Подпорожье был присвоен статус города, он был образован из посёлка строителей ГЭС и близлежащих деревень.
По данным 1973 года в административном подчинении Подпорожского городского совета находилась деревня Возрождение, по данным 1990 года — деревня Яндеба.

## География
Город Подпорожье расположен на северо-востоке Ленинградской области, в северо-западной части Подпорожского района на берегах реки Свирь, в 275 км от Санкт-Петербурга на автодороге А215 (Лодейное Поле — Брин-Наволок).

## Демография
| 1939    | 1945    | 1949    | 1959    | 1967    | 1970    | 1979    | 1989    | 1992    |
| ------- | ------- | ------- | ------- | ------- | ------- | ------- | ------- | ------- |
| 13 335  | ↘3534   | ↗6759   | ↗17 638 | ↗20 000 | ↗21 545 | ↗23 901 | ↘23 295 | ↘23 100 |
| 1996    | 1997    | 1998    | 2000    | 2001    | 2002    | 2003    | 2005    | 2006    |
| ↘22 000 | ↘21 600 | ↘21 400 | ↘21 000 | ↘20 700 | ↘20 312 | ↘20 300 | ↘19 900 | ↘19 300 |
| 2007    | 2008    | 2009    | 2010    | 2011    | 2012    | 2013    | 2014    | 2015    |
| →19 300 | ↘19 000 | ↘18 818 | ↘18 733 | ↘18 700 | ↘18 466 | ↘18 285 | ↘18 177 | ↘18 043 |
| 2016    | 2017    | 2018    | 2019    | 2020    | 2021    | 2023    | 2024    | 2025    |
| ↘17 895 | ↘17 678 | ↘17 270 | ↘16 942 | ↘16 676 | ↘16 123 | ↘15 779 | ↘15 512 | ↘15 324 |

На 1 января 2025 года по численности населения город находился на 761-м месте из 1124 городов Российской Федерации.

### Национальный состав
Согласно данным Всероссийской переписи населения 2021 года в городе проживали 16 123 человека, из них:
 русские — 14 481, вепсы — 111, украинцы — 83, белорусы — 44, карелы — 30, узбеки — 28, татары — 22, молдаване — 18, цыгане — 18, грузины — 15, таджики — 12, азербайджанцы — 10, армяне — 7, арабы — 5, гагаузы — 5, лезгины — 4, мордва — 4, казахи — 3, аварцы — 2, башкиры — 2, киргизы — 2, немцы — 2, поляки — 2, чуваши — 2, даргинцы — 1, евреи — 1, коми — 1, марийцы — 1, осетины — 1, русины — 1, турки — 1, удмурты — 1, эстонцы — 1, другие национальности — 135 человек, остальные национальность не указали.

## Экономика

### Перспективы развития
Имеются тенденции преимущественно негативной динамики экономического развития. Это связано с большим удалением от Санкт-Петербурга, невысокой транспортной освоенностью территории и неконкурентоспособностью продукции предприятий. Экономика города могла бы развиваться за счет развития лесного хозяйства или деревообрабатывающей промышленности, но из-за плохого развития транспортной инфраструктуры и удалённости от экспортных портов и рынков сбыта шансы для дальнейшего развития невелики.

### Промышленность
- АО «Подпорожский леспромхоз»
- Верхнесвирская ГЭС
- ООО «Северо-Западный Лесокомбинат» (лесозаготовка)
- ЗАО «Северо-Западный Холдинг» (производство древесных топливных гранул — пеллеты)
- Завод мостовых железобетонных конструкций (МЖБК)
- ОАО «Подпорожский порт»
- ООО «Гефест»
- ОАО «Подпорожский механический завод» (ПМЗ)
- ООО «Мется Форест Подпорожье» (лесопереработка)
- ООО «Регион» (лесозаготовка, лесопереработка)

### Банковское дело
В Подпорожье работают подразделения Сбербанка РФ (отделение № 1902 и дополнительный офис № 1902/0941).

### Торговые сети
- магазин цифровой и бытовой техники DNS[44]
- универсам «Пятёрочка» (6 шт.)
- универсам «Магнит» (5 шт.)
- магазин хозтоваров «Магнит Косметик» (2 шт.)
- представительство «Юлмарт» (1 шт.)
- магазин хозтоваров «Улыбка радуги» (1 шт.)
- офис обслуживания абонентов компании «МегаФон»
- «Невис» — сеть аптек (5 шт.)
- магазин «Fix Price» (2 шт.)
- мебельный салон «Домосед» (2 шт.)[45]
- сеть маркетов «Градусы» (2 шт.)[46]
- офисы обслуживания абонентов компаний: «МТС», «Билайн», «Yota».

### Транспорт

#### Железнодорожный транспорт
Железнодорожная станция Подпорожье расположена на линии Санкт-Петербург — Мурманск на западной окраине города. Станция относится к Волховстроевскому отделению Октябрьской железной дороги. Через станцию ежедневно следует от 4 до 10 пар пассажирских поездов дальнего следования (интенсивность меняется в зависимости от сезона).
Пригородное сообщение через станцию малоинтенсивное: в сутки проходит две пары пригородных электропоездов (одна по маршруту Санкт-Петербург-Ладожский — Свирь, одна по маршруту Волховстрой I — Свирь. Есть две ежедневных пары Лодейное Поле — Токари, один вагон под тепловозом, для технологических целей, без права проезда сторонних лиц (по 2009 год это были общедоступные пригородные поезда).

#### Автомобильный транспорт
Наиболее значимая автомобильная дорога, проходящая через Подпорожье — трасса регионального значения А215 «Архангельский тракт» (Лодейное Поле — Вытегра). Также имеется несколько дорог местного значения, связывающих Подпорожье с другими населёнными пунктами Подпорожского района. Одна из них идёт на юг, другая — на правый берег Свири.
В городе имеется автобусная станция. Междугородный маршрут связывает Подпорожье с Петербургом (маршрут № 865). Кроме того, через станцию следует ряд транзитных маршрутов из Петербурга: на Винницы, Вознесенье, Вытегру и Пудож. За неделю отправляется (по состоянию на лето 2010 года) 112 междугородных рейсов. Также работает 12 пригородных маршрутов, связывающих Подпорожье с населёнными пунктами района и Лодейным Полем (маршрут № 86). За неделю отправляется 138 рейсов (по состоянию на лето 2010 года). Наиболее интенсивное сообщение — с расположенными неподалёку от Подпорожья посёлками городского типа Важины и Никольский.
В Подпорожье также работают 2 городских и несколько пригородных автобусных маршрутов:
- № 6: Варбеги — станция Подпорожье
- № 107: завод МЖБК — ж/д ст. Свирь[48]
- № 113: Важины — завод МЖБК
- № 114: Никольский — завод МЖБК

и др.
Автобусные маршруты Подпорожья обслуживаются МУТП ПМР «Автогарант-Плюс».

#### Водный транспорт
Город расположен на берегу реки Свирь, являющейся составной частью Волго-Балтийского водного пути.

### Связь
В Подпорожье имеется почтамт (индекс 187780) и два городских отделения почтовой связи (индексы 187782 и 187783).
Компания Ростелеком обеспечивает население услугами местной и междугородной (международной) проводной телефонной связи. В городе Подпорожье применяется пятизначный телефонный номер, который имеет вид: 2-ХХ-ХХ или 3-ХХ-ХХ.
Свои коммуникационные услуги для населения предоставляют операторы мобильной связи: МегаФон, Билайн, МТС, Tele2.
Интернет-провайдеры: «МегаФон», «Тема Телеком», «Свирь-Телеком».

## Образование

### Высшее образование
- Подпорожский филиал АОУ ВПО «Ленинградский государственный университет имени А. С. Пушкина»

### Среднее специальное образование
- Подпорожский политехнический техникум

### Среднее, дошкольное, дополнительное образование
- Школа № 1 им. А. С. Пушкина
- Школа № 3 им. И. А. Волкова
- Школа № 4 им. А. М. Горького
- Школа № 8
- Школа искусств
- Детско-юношеская спортивная школа
- Детский сад № 1
- Детский сад № 4
- Детский сад № 9
- Детский сад № 11
- Детский сад № 12
- Детский сад № 13
- Детский сад № 15
- Детский сад № 21
- Детский сад № 25
- Детский сад № 29

## Медицина
Муниципальное учреждение здравоохранения «Подпорожская центральная районная больница» включает в себя:
- круглосуточный стационар на 159 коек, со стационаром дневного пребывания на 53 койки
- поликлиника на 600 посещений в смену, включая женскую консультацию, педиатрическую службу, дневной стационар на 9 коек в 2 смены

## Культура и спорт
- Фитнес-клуб «Форсаж»
- Подпорожский краеведческий музей
- Подпорожский культурно-досуговый комплекс
- Физкультурно-оздоровительный комплекс «Свирь»
- Кинотеатр «Вертикаль»

## Общественные объединения
- Подпорожское отделение ОООВ «Российский Союз ветеранов Афганистана»
- Подпорожское отделение ВООВ «Боевое братство»
- Поисковый отряд Подпорожских ветеранов боевых действий «БОЕВОЕ БРАТСТВО — ПОДПОРОЖЬЕ»
- Поисковый отряд «Красная Звезда»
- Поисковый отряд «Важинский поисковик»

## Средства массовой информации

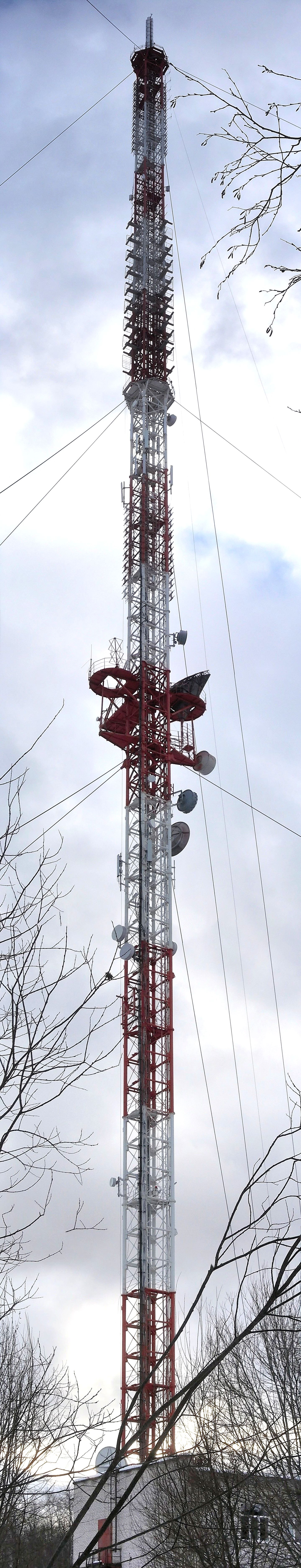
Мачта Подпорожского радиотелевизионного передающего центра

### Печатные издания
В Подпорожском районе издаётся две еженедельных газеты, в хронологическом порядке:
- «Свирские огни» — официальный печатный орган городской и районной администраций, выходит дважды в неделю, указанный в выходных данных тираж — 4000 экз. (по состоянию на 2010 г.), издаётся с 1931 года (по некоторым данным, в 1931-32 называлась «Подпорожская правда», в 1933-91 — «Свирская правда»), победитель различных областных и общероссийских творческих конкурсов, является составной частью информационно-полиграфического комплекса «Свирские огни», в который входит также типография,
- «Подпорожье информ» — частная газета бесплатных объявлений, выходит еженедельно по четвергам, издаётся с 2004 года.

С октября 2009 года по декабрь 2011 года еженедельно по средам издавалась газета «Своя» — частное издание Подпорожского и Лодейнопольского районов, тиражом от 2800 экз. (на два района) до 4400-5000 экз. (при распространении также в Тихвинском и Бокситогорском районах). Публикация «Сталкер из Мостопоезда» попала в шорт-лист номинантов петербургской премии «Золотое перо — 2009».
Обе газеты издаются на русском языке и распространяются как через сеть киосков, так и по подписке. В них присутствует информация об экономических, финансовых и политических событиях города Подпорожье, Ленинградской области и Северо-Западного федерального округа, а также программа телепередач.

### Телевидение
Ретранслируется первый и второй мультиплексы цифрового эфирного телевидения России в стандарте DVB-T2. Компании «Свирь-Телеком», «ТЕМА-телеком» предоставляет доступ к кабельному телевидению, транслируя около 50 каналов каждая.
Ранее выходила местная телепередача «Телевесь».
6 декабря 2011 года одновременно в Подпорожье и Лодейном Поле открылся свой телеканал «СвирьИнфо». Он имеет информационно-развлекательную направленность и транслируется по кабельным сетям «Свирь-Телекома» не только в городах, но и населённых пунктах районов — в Подпорожском районе трансляция проходит в посёлках Важины и Никольский.

### Радиовещание
В Подпорожье вещают радиостанции УКВ и FM диапазона:
| УКВ (МГц) | Название                            |
| --------- | ----------------------------------- |
| 69,95     | Радио России / ГТРК Санкт-Петербург |
| FM (МГц)  | Название                            |
| 101,2     | Русское радио                       |
| 102,0     | (ПЛАН) Радио Родных Дорог           |
| 102,9     | Дорожное радио                      |

### Интернет
Компании «МегаФон», «Ростелеком», «Свирь-Телеком», «ТЕМА-Телеком», предоставляет населению высокоскоростной доступ к сети Интернет.
Также имеется сеть 3G с поддержкой технологии HSDPA операторов мобильной связи: «МегаФон», «Била́йн» и «МТС».

## Достопримечательности
- Памятник «Матерям военного времени»[51]
- Мемориал «Братское кладбище» — братское воинское захоронение, расположено вблизи школы № 4 имени А. М. Горького, в которой в годы Великой Отечественной войны располагался военно-полевой госпиталь[52].
- Аллея героев
- Верхне-Свирская ГЭС
- Памятник-бюст партизанки Марии Куккоевой, погибшей в годы Великой Отечественной войны от рук фашистов. Открыт в берёзовой роще 22 августа 2022 года[53]

## Русская православная церковь
Храм Благовещения Пресвятой Богородицы.

## Фото

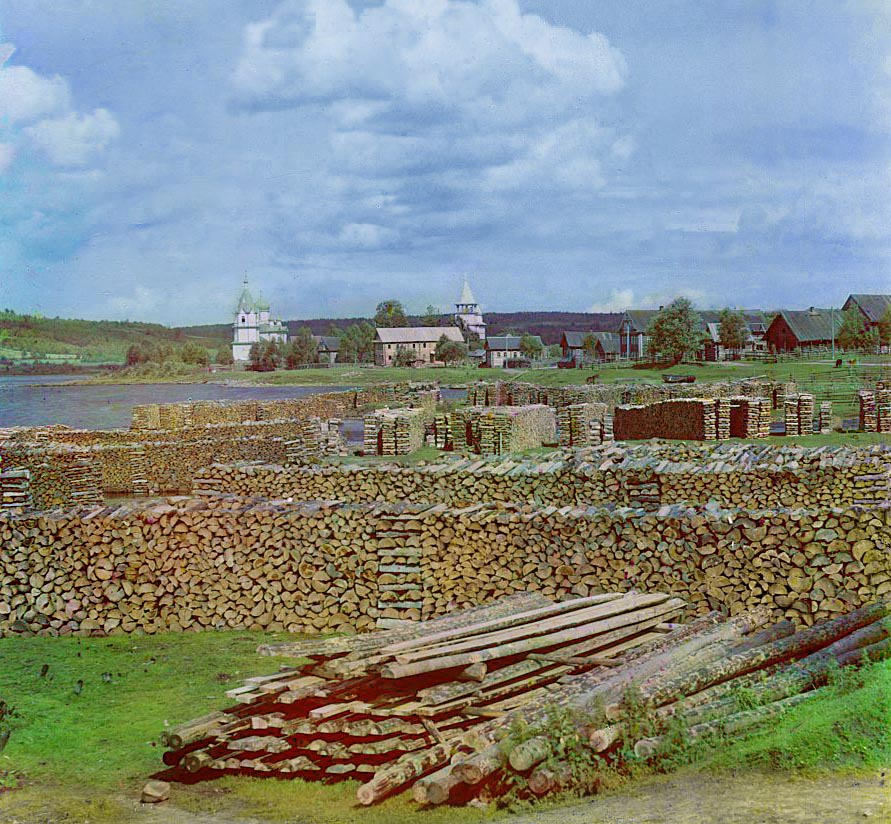
Подпорожье. 1909 год
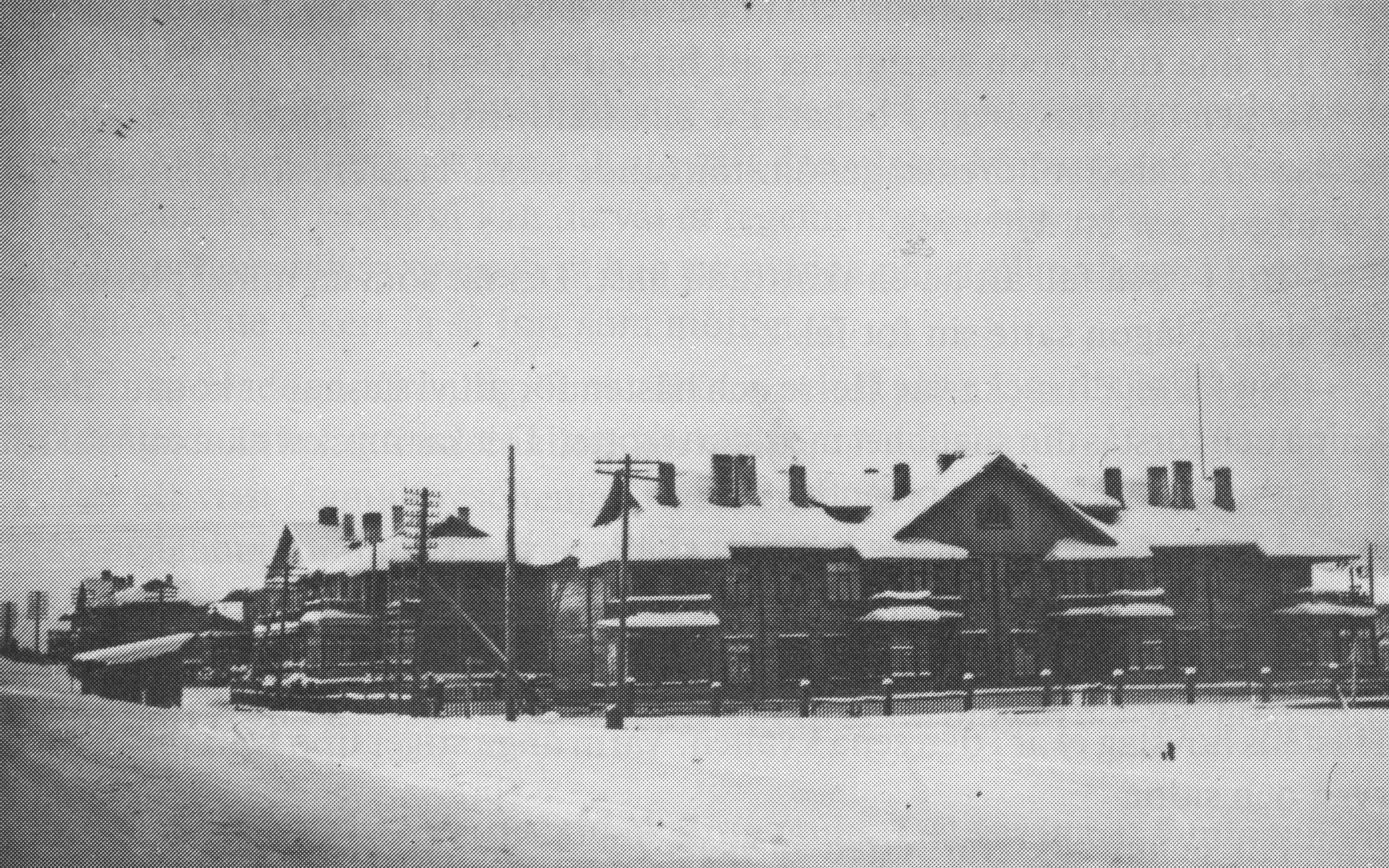
Подпорожье. 1940-е годы
Храм Благовещения. 2011 год
Братское захоронение. 2011 год
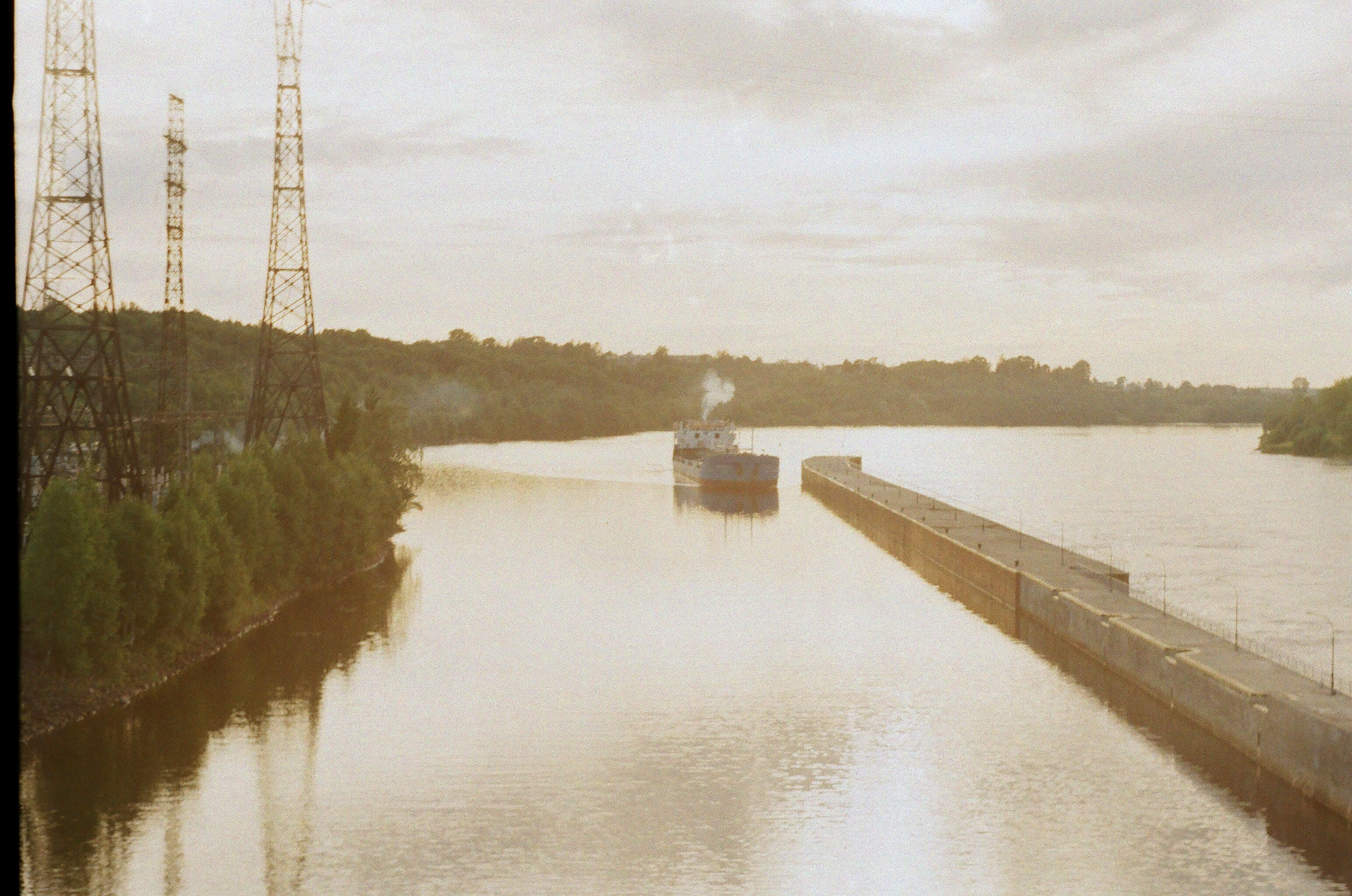
Вид на реку Свирь. 2012 год
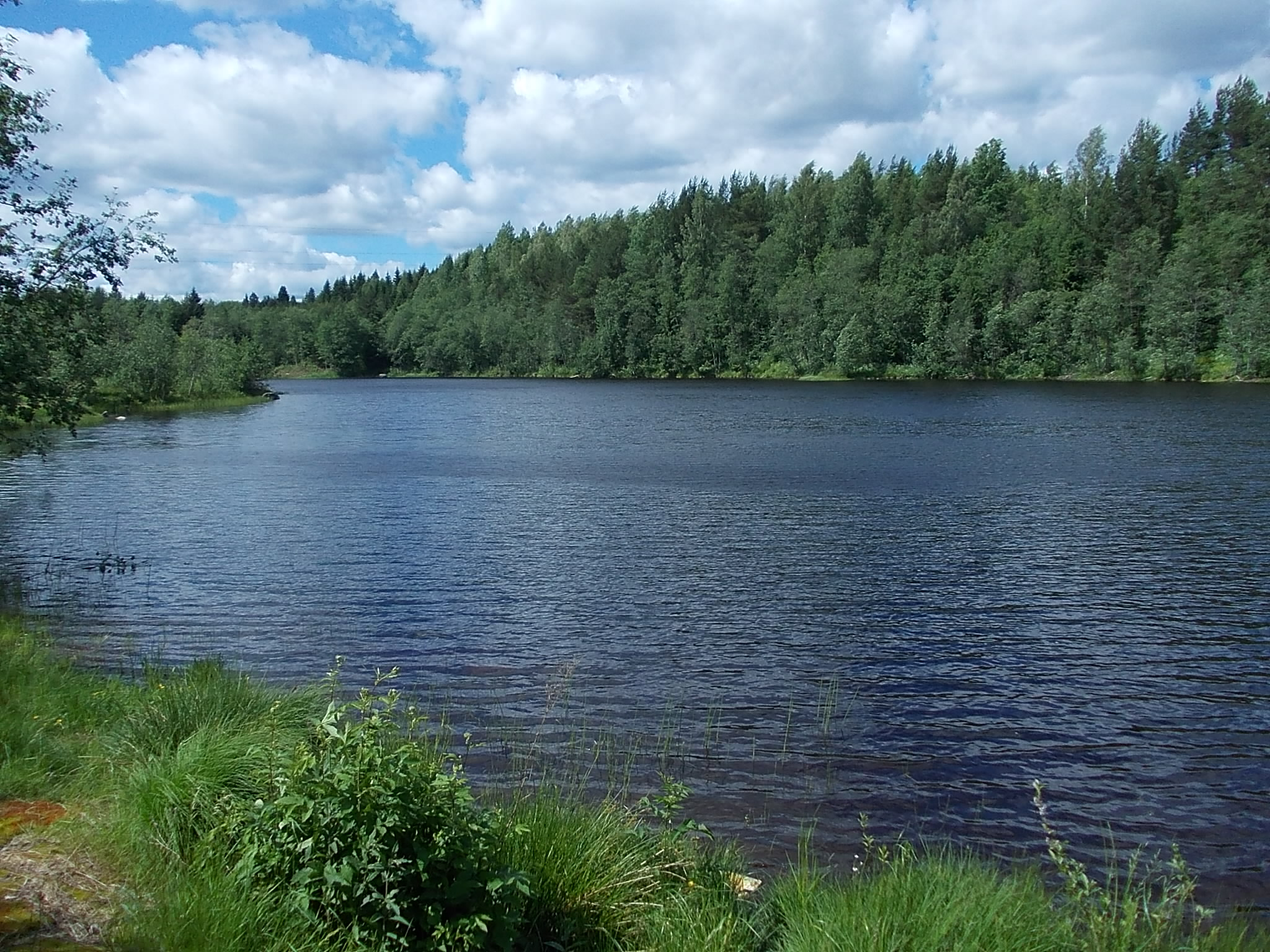
Озеро на окраине Подпорожья (Новая Деревня). 2012 год
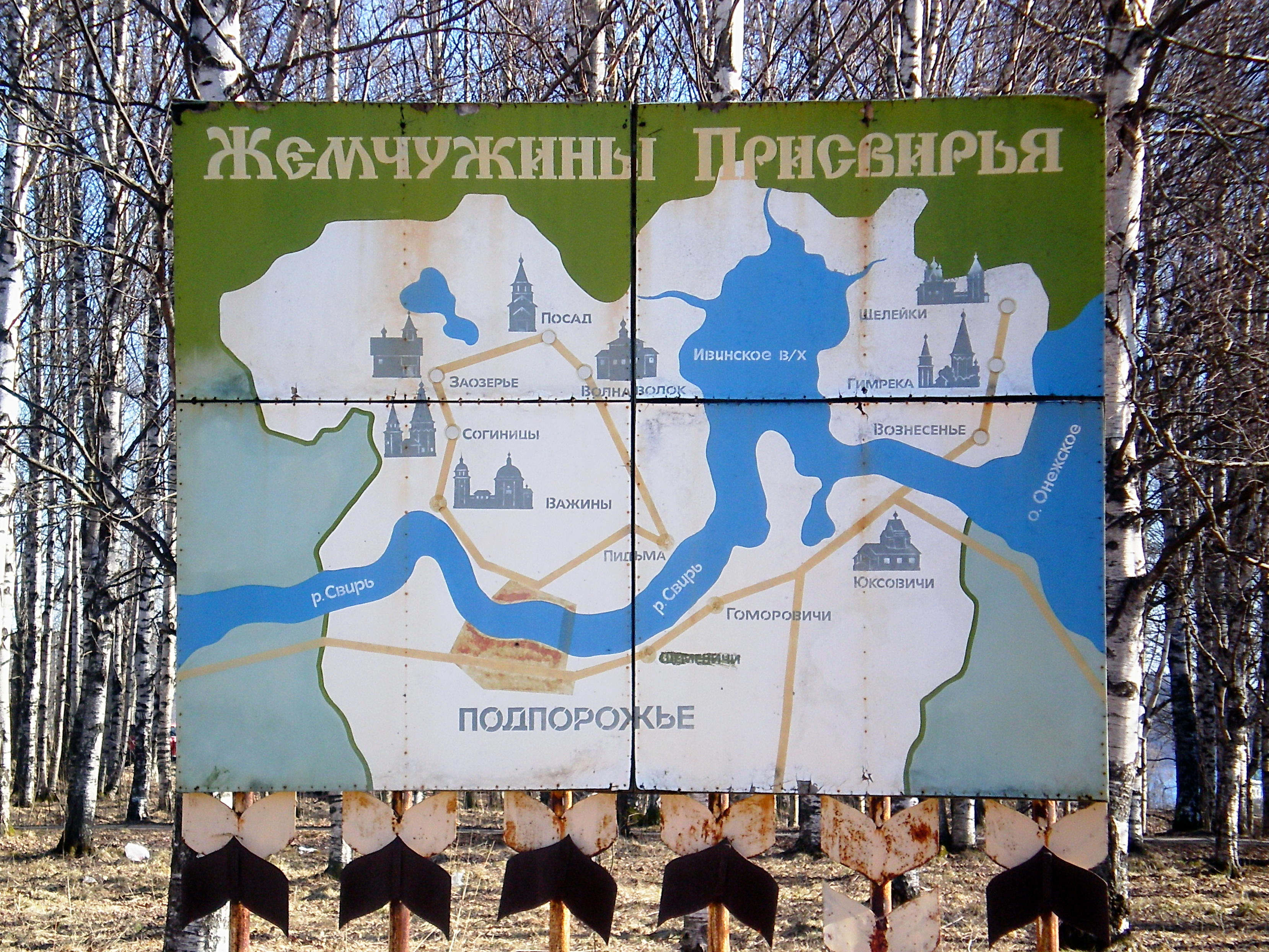
Церкви в Подпорожском районе (карта в г. Подпорожье). 2014 год
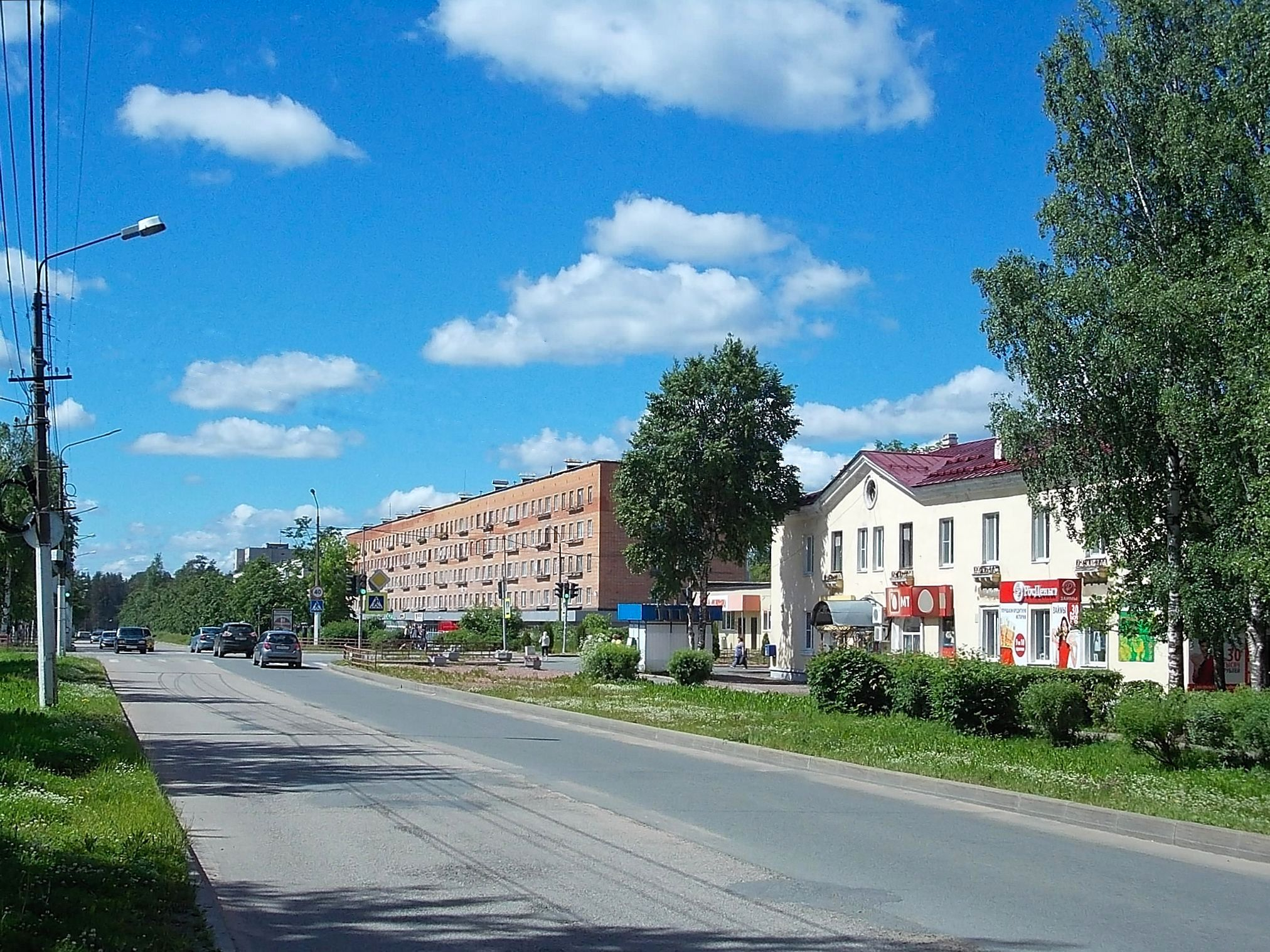
Проспект Ленина. 2017 год
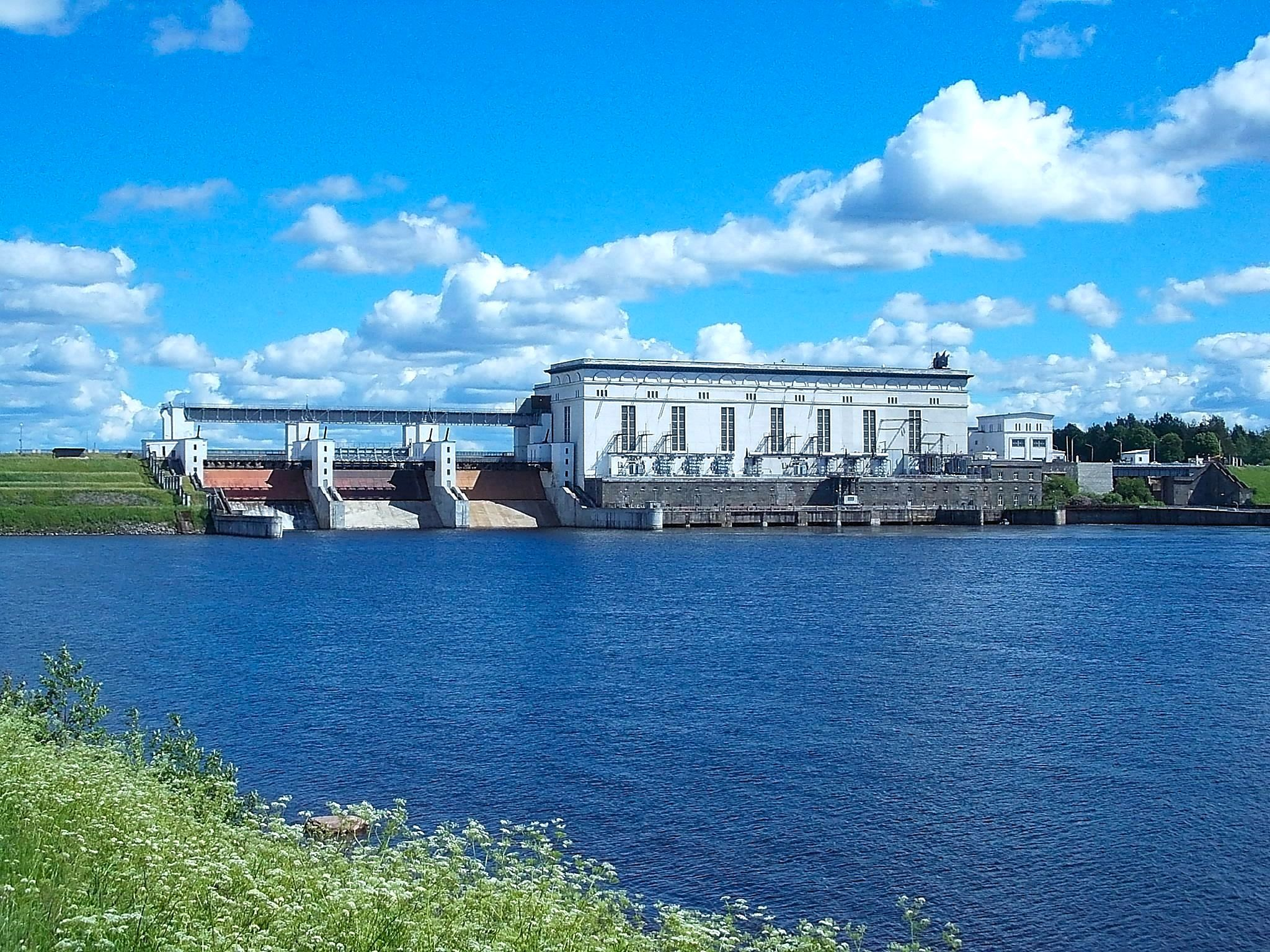
Верхне-Свирская ГЭС. 2017 год